# Robert Archibald
Robert Michael Archibald Jr. (Paisley, Renfrewshire, Escocia; 29 de marzo de 1980-Barrington, Illinois; 23 de enero de 2020) fue un baloncestista británico. Con 2,12 metros de estatura, jugaba en la posición de pívot.

## Trayectoria deportiva

### Universidad
Jugó durante cuatro temporadas con los Fighting Illini de la Universidad de Illinois en Urbana-Champaign, en las que promedió 6,2 puntos y 4,1 rebotes por partido. En su última temporada fue incluido en el tercer mejor quinteto de la Big Ten Conference, liderando la misma en porcentaje de tiros de campo.

### Profesional
Fue elegido en la trigésima primera posición en 2002 por Memphis Grizzlies, donde solo jugó en 12 partidos, en los que promedió 1,6 puntos y 1,4 rebotes por partido. Al año siguiente fue traspasado, junto con Brevin Knight y Cezary Trybanski a Phoenix Suns, a cambio de Bo Outlaw y Jake Tsakalidis, pero solo jugó un partido antes de ser enviado a Orlando Magic a cambio de una futura ronda del draft. Pero en los Magic apenas jugó 4 minutos en un único partido, antes de ser enviado a Toronto Raptors, donde terminó la temporada con unas bajas estadísticas de 1,0 puntos y 1,7 rebotes por partido.
Tras no encontrar hueco en la NBA, decidió regresar a Europa, fichando por el Pamesa Valencia de la liga ACB, donde solo jugó 7 partidos antes de ser cortado, promediando apenas 2,7 puntos y 2,3 rebotes por partido. Ficha entonces por el Scavolini Pesaro de la Lega Basket Serie A italiana, donde mejora considerablemente su rendimiento, promediando 10,2 puntos y 6,2 rebotes, con un 65,6% de tiros de campo. En 2005 regresa a la ACB, fichando por el DKV Joventut. En la Penya juega dos temporadas, consiguiendo su primer título en Europa, el FIBA EuroChallenge de 2006 tras derrotar al Khimki BC en la final. Su paso por el Joventut no fue demasiado fructífero, promediando 7,4 puntos y 3,8 rebotes por partido.
En 2007 se marchó a jugar a Ucrania, al Azovmash Mariupol, donde disputó su mejor temporada estadísticamente hablando, ya que acabó promediando 12,7 puntos y 6,2 rebotes. En 2008 regresó a España, fichando por el Unicaja Málaga, para cubrir la baja de Daniel Santiago. En su primera temporada promedió 8,5 puntos y 4,3 rebotes por partido.
El 9 de julio de 2011 fichó por el CAI Zaragoza.
Después de representar a Gran Bretaña en los Juegos Olímpicos de Londres de 2012, se retiró de la práctica activa del baloncesto.

## Vida personal
Falleció a los treinta y nueve años, el 23 de enero de 2020; su cuerpo fue hallado sin vida por su padre en su domicilio de Illinois. Investigaciones posteriores concluyeron que el jugador se suicidó

## Estadísticas de su carrera en la NBA

### Temporada regular
| Año     | Equipo  | PJ | PT | MPP | %TC  | %3P | %TL  | RPP | APP | ROB | TPP | PPP |
| ------- | ------- | -- | -- | --- | ---- | --- | ---- | --- | --- | --- | --- | --- |
| 2002-03 | Memphis | 12 | 0  | 6.0 | .300 | –   | .389 | 1.4 | 0.3 | 0.0 | 0.3 | 1.6 |
| 2003-04 | Phoenix | 1  | 0  | 6.0 | .000 | –   | .500 | 1.0 | 1.0 | 0.0 | 0.0 | 1.0 |
| 2003-04 | Orlando | 1  | 0  | 4.0 | .500 | –   | .000 | 1.0 | 0.0 | 1.0 | 0.0 | 2.0 |
| 2003-04 | Toronto | 30 | 3  | 8.2 | .267 | –   | .481 | 1.7 | 0.4 | 0.4 | 0.1 | 1.0 |
| Total   |         | 44 | 3  | 7.5 | .283 | –   | .429 | 1.6 | 0.4 | 0.3 | 0.1 | 1.2 |